# امپراتور روسیه
امپراتور تمام روسیه یا به‌طور رسمی امپراتور و اتوکراتور تمام روسیه (به روسی: Император и Самодержец Всероссийский) یا به اختصار امپراتور روسیه، عنوان رسمی فرمانروایان روسیه از سال ۱۷۲۱ تا ۱۹۱۷ میلادی در امپراتوری روسیه بود.
این عنوان پس از پیروزی پتر کبیر در جنگ بزرگ شمالی و در جایگاه اقتباسی از عنوان سلطنتی رایج در اروپا ایجاد شد. نخستین امپراتور تمام روسیه پتر کبیر بود که که آن را با عنوان سلطنتی سابق تزار تمام روسیه جایگزین کرد. با این حال، عناوین قدیمی تزار یا تزارینا همچنان برای اشاره به امپراتور یا امپراتریس‌های این کشور تا امروز به شکل یک لقب به‌کار می‌رود. آخرین امپراتور تمام روسیه نیکلای دوم بود که در جریان انقلاب روسیه، مجبور به کناره‌گیری از تاج و تخت شد و در سال ۱۹۱۸ به همراه تمام خانواده‌اش توسط بلشویک‌ها اعدام گشت.

## عنوان کامل
عنوان سلطنتی کامل امپراتور روسیه در قرن بیستم مطابق ماده ۳۷ قوانین اساسی امپراتوری روسیه چنین بود:
«به فضل خداوند، ما [نام شخص] امپراتور و اتوکراتور بزرگ تمام روسیه، تزار مسکو، کی‌یف، ولادیمیر، نووگورود، کازان، آستاراخان، لهستان، سیبری، کرسونوس تائوریک و گرجستان؛ ارباب پسکوف، دوک بزرگ اسمولنسک، لیتوانی، وولینیا، پودولیا و فنلاند؛ پرنس استونی، لیونی، کورلند، زمگاله، ساموگیتیا، بیالیستوک، کارلیا، تور، اورگا، پرم، ویاتکا، بلغارستان و سایر مناطق؛ ارباب و دوک بزرگ نیژنی نووگورود و چرنیگوف؛ فرمانروای ریازان، پولوتسک، روستوف، یاروسلاول، بلوزرو، اودوریا، اوبدریا، کوندیا، ویتبسک، مستیسلاو و تمام مناطق شمالی؛ حاکم ایوریا، کارتلی، سرزمین‌های کاباردینی و ارمنستان؛ حاکم موروثی و ارباب چرکس‌ها و شاهزادگان کوهستانی و دیگران؛ لرد ترکستان، وارث نروژ، دوک شلسویگ-هولشتاین، شتورمارن، دیمارشن و اولدنبورگ هستیم.»

## تاریخچه

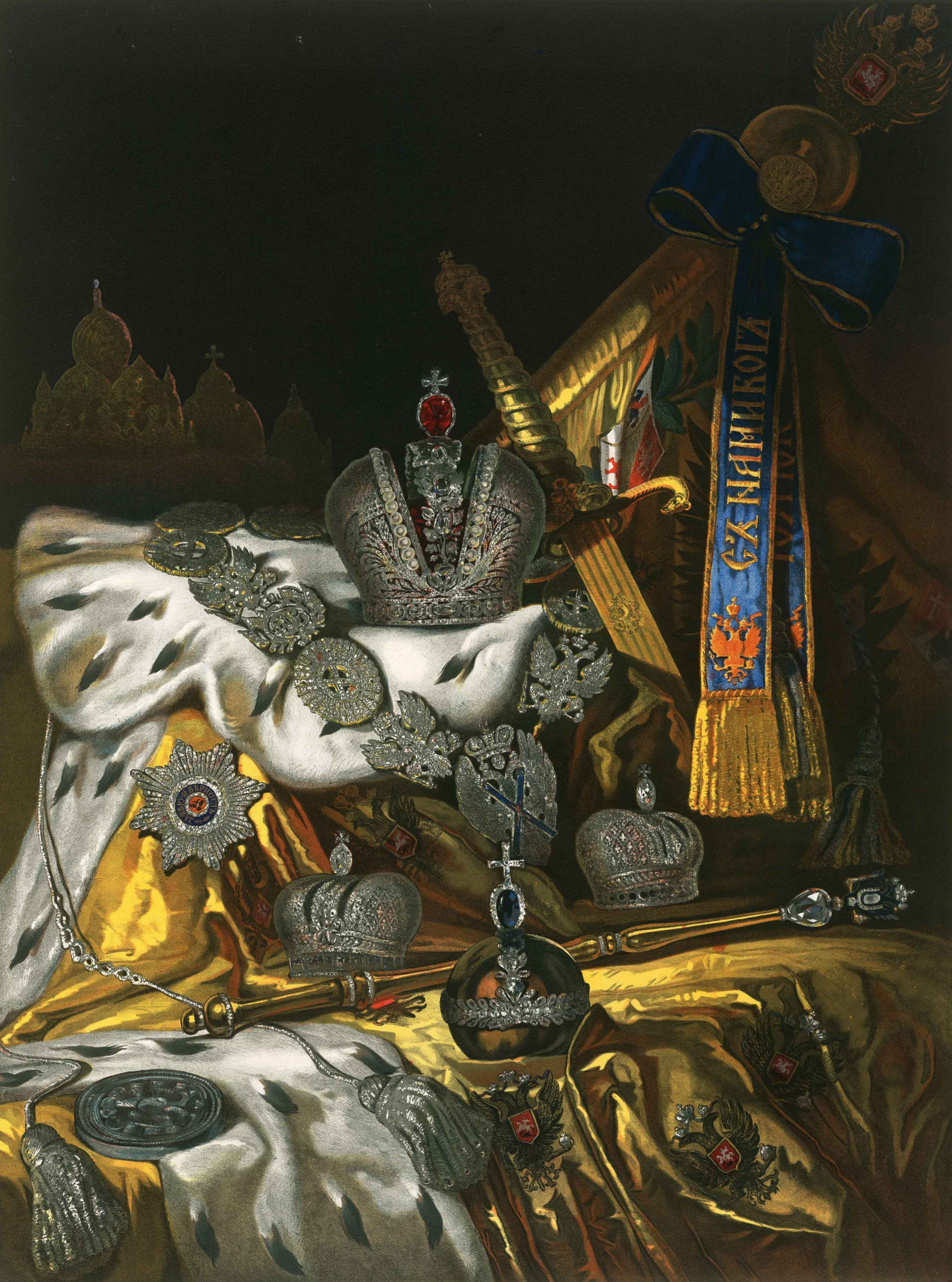
نگاره‌ای از نشان‌های سلطنتی امپراتوران روسیه اثر فیودور باگانتز در ۱۸۵۶م

پتر کبیر نیاز به تضمین موقعیت روسیه در سیستم کشورهای اروپایی، از جمله اهمیت به رسمیت شناختن برابری القاب تزار و امپراتور از سوی امپراتور مقدس روم را درک کرد. به دنبال پیروزی روسیه در برابر امپراتوری سوئد در جنگ بزرگ شمالی و انعقاد پیمان نیستاد در سپتامبر ۱۷۲۱، مجلس سنای روسیه و سینود مقدس حاکم (شورای روحانیون روسیه) به شیوه سنای روم در اعطای عناوین به نجبا و امپراتوران به‌طور علنی، از پتر خواستند تا عناوین «کبیر»، «پدر کشور» و «امپراتور تمام روسیه» را بپذیرد:
«در این روز بیستم اکتبر، پس از مشورت مجلس سنا با سینود مقدس، این نیت پذیرفته شد که به پاس قدردانی شایسته از لطف و پدرانگی و تلاشی که ایشان برای رفاه کشور در کل دوران باشکوه فرمانروایی‌شان و به ویژه در طول جنگ با سوئد کشیده‌اند، و از اکنون متجلی شده که دولت تمام روسیه دارای چنین ثروت پرتوان و خوبی گشته و مردم او به واسطه حکومت منحصر به فردش در سراسر جهان شهرتی به دست آوردند، و همه این موارد کاملاً شناخته شده هستند، به نام تمام مردم روسیه باید از ایشان بخواهیم با کمال میل و به تبعیت از خواسته دیگران، این عنواین را از آنها بپذیرند: کبیر، پدر کشور و امپراتور تمام روسیه...»— قوانین کل امپراتوری روسیه، جلد ششم، شماره ۳۸۴۰.
در ۲ نوامبر ۱۷۲۱، پتر رسماً هر سه عنوان را پذیرفت. جمهوری هلند و پادشاهی پروس بلافاصله عنوان جدید فرمانروای روسیه را به رسمیت شناختند. پس از آنها پادشاهی سوئد در سال ۱۷۲۳، امپراتوری عثمانی در سال ۱۷۳۹، انگلستان و اتریش در سال ۱۷۴۲، امپراتوری مقدس روم، پادشاهی فرانسه و اسپانیا در سال ۱۷۴۵ و سرانجام مشترک‌المنافع لهستان-لیتوانی در سال ۱۷۶۴ میلادی امپراتوریِ فرمانروایان روسیه را پذیرفتند؛ از آن زمان به بعد، دولت روسیه به عنوان امپراتوری روسیه شناخته شد.
نیکلای دوم به نفع برادرش دوک بزرگ میخائیل الکساندرویچ از سلطنت کناره‌گیری کرد؛ اما میخائیل روز بعد، پس از فقط یک سلطنت اسمی ۱۸ ساعته با عنوان «امپراتور میخائیل دوم» از به دست گرفتن قدرت اجتناب کرد و نظام سلطنتی در روسیه پایان گرفت.

## فهرست امپراتورهای تمام روسیه
| نام                                              | طول عمر                        | شروع سلطنت     | پایان سلطنت    | یادداشت | دودمان                                             | تصویر |
| ------------------------------------------------ | ------------------------------ | -------------- | -------------- | --- | -------------------------------------------------- | ----- |
| پتر کبیر- بزرگ - Пётр Вели́кий                    | ۹ ژوئن ۱۶۷۲ — ۸ فوریه ۱۷۲۵     | ۲ نوامبر ۱۷۲۱  | ۸ فوریه ۱۷۲۵   | او پسر الکسی یکم و ناتالیا ناریشکینا و برادر فیودور سوم بود. او پیش از امپراتور شدن، به عنوان تزار با برادر بزرگ‌تر دیگرش ایوان پنجم به مدت ۱۴ سال سلطنت کرد. او یکی از مهم‌ترین امپراتورهای تاریخ روسیه بود که امپراتوری روسیه را بنیان‌گذاشت. | رومانوف                                            |       |
| کاترین یکم- Екатери́на I Алексе́евна               | ۱۵ آوریل ۱۶۸۴ — ۱۷ مه ۱۷۲۷     | ۸ فوریه ۱۷۲۵   | ۱۷ مه ۱۷۲۷     | او همسر پتر کبیر بود که پس از مرگ او با کمک بزرگان دربار بر تخت نشست. دوره سلطنت کوتاه او محل رقابت میان اشراف بود. | اسکاورونسکی (در هنگام تولد) رومانوف (پس از ازدواج) |       |
| پتر دوم- Пётр II Алексеевич                      | ۲۳ اکتبر ۱۷۱۵ — ۳۰ ژانویه ۱۷۳۰ | ۱۸ مه ۱۷۲۷     | ۳۰ ژانویه ۱۷۳۰ | او نوه پتر کبیر از پسرش الکسی پتروویچ بود. او آخرین نواده مستقیم مرد از دودمان رومانوف بود که در نوجوانی درگذشت. | رومانوف                                            |       |
| آنا- Анна Иоанновна                              | ۷ فوریه ۱۶۹۳ — ۲۸ اکتبر ۱۷۴۰   | ۱۵ فوریه ۱۷۳۰  | ۲۸ اکتبر ۲۷۴۰  | او دختر ایوان پنجم بود. | رومانوف                                            |       |
| ایوان ششم- Иван VI                               | ۲۳ اوت ۱۷۴۰ — ۱۶ ژوئیه ۱۷۶۴    | ۲۸ اکتبر ۱۷۴۰  | ۶ دسامبر ۱۷۴۱  | او نوه ایوان پنجم بود. او در کودکی خلع و زندانی شد و در زمان کاترین کبیر به قتل رسید. | رومانوف                                            |       |
| الیزابت- Елизаве́та                               | ۲۹ دسامبر ۱۷۰۹ — ۵ ژانویه ۱۷۶۲ | ۶ دسامبر ۱۷۴۱  | ۵ ژانویه ۱۷۶۲  | او دختر پتر کبیر و کاترین یکم بود. او تاج و تخت را از پتر ششم کودک غصب کرد و خود بر تخت نشست. | رومانوف                                            |       |
| پتر سوم- Пётр III Фёдорович                      | ۲۱ فوریه ۱۷۲۸ — ۱۷ ژوئیه ۱۷۶۲  | ۹ ژانویه ۱۷۶۲  | ۹ ژوئیه ۱۷۶۲   | او نوه پتر کبیر و برادرزاده امپراتریس الیزابت بود. او در جوانی با کاترین کبیر ازدواج کرد و توسط او خلع و سپس به قتل رسید. | رومانوف                                            |       |
| کاترین کبیر- بزرگ - Екатерина Алексеевна         | ۲ مه ۱۷۲۹ — ۱۷ نوامبر ۱۷۹۶     | ۹ ژوئیه ۱۷۶۲   | ۱۷ نوامبر ۱۷۹۶ | او همسر پتر سوم بود که با کودتایی او را از تخت به زیر کشید و جای او را گرفت. او بزرگ‌ترین امپراتور تاریخ روسیه بود که دوره سلطنت طولانی‌اش اوج پیشرفت در این کشور بود.                                                                         | آسکانیا (در هنگام تولد) رومانوف (پس از ازدواج)     |       |
| پاول یکم- Па́вел I Петро́вич                       | ۱ اکتبر ۱۷۵۴ — ۲۳ مارس ۱۸۰۱    | ۱۷ نوامبر ۲۷۹۶ | ۲۳ مارس ۱۸۰۱   | او فرزند احتمالی پتر سوم و کاترین کبیر بود که با کودتای پسرش الکساندر خلع شد و به قتل رسید. | رومانوف                                            |       |
| الکساندر یکم- Александр Павлович                 | ۲۳ دسامبر ۱۷۷۷ — ۱ دسامبر ۱۸۲۵ | ۲۳ مارس ۱۸۰۱   | ۱ دسامبر ۱۸۲۵  | او پسر پاول یکم و نوه کاترین کبیر بود. او یکی از مهم‌ترین امپراتوران روسیه و نخستین پادشاه رومانوف لهستان و شاهزاده بزرگ فنلاند بود. در دوره سلطنت او بود که سرزمین‌های باکو و گنجه از ایران به روسیه الحاق گشت.                               | رومانوف                                            |       |
| نیکلای یکم- Николай I Павлович                   | ۶ ژوئیه ۱۷۹۶ — ۲ مارس ۱۸۵۵     | ۱ دسامبر ۱۸۲۵  | ۲ مارس ۱۸۵۵    | او فرزند پاول یکم و برادر کوچک‌تر الکساندر یکم بود. | رومانوف                                            |       |
| الکساندر دوم- آزادی‌بخش - Алекса́ндр II Никола́евич | ۲۹ آوریل ۱۸۱۸ — ۱۳ مارس ۱۸۸۱   | ۲ مارس ۱۸۵۵    | ۱۳ مارس ۱۸۸۱   | او پسر نیکلای یکم و برادرزاده الکساندر دوم بود که ترور شد. | رومانوف                                            |       |
| الکساندر سوم- Алекса́ндр III Алекса́ндрович        | ۱۰ مارس ۱۸۴۵ — ۱ نوامبر ۱۸۹۴   | ۱۳ مارس ۱۸۸۱   | ۱ نوامبر ۱۸۹۴  | او پسر الکساندر دوم بود. | رومانوف                                            |       |
| نیکلای دوم- Николай II Алекса́ндрович             | ۱۸ مه ۱۸۶۸ — ۱۷ ژوئیه ۱۹۱۸     | ۱ نوامبر ۱۸۹۴  | ۱۵ مارس ۱۹۱۷   | او پسر الکساندر سوم و آخرین امپراتور تاریخ روسیه بود که پس از انقلاب فوریه مجبور به کناره‌گیری از تاج و تخت شد. او و تمام خانواده‌اش توسط بلشویک‌ها اعدام شدند.                                                                                 | رومانوف                                            |       |